# Axes 2 Axes
Axes 2 Axes (A veces referido como Axes To Axes) es un álbum solista del guitarrista de Twisted Sister, Eddie Ojeda, publicado el 11 de noviembre de 2005 bajo el sello de Black Lotus Records con la participación de músicos como Dee Snider o Dio.

## Antecedentes
Luego de la reunión de Twisted Sister a mediados de los años 2000, Eddie empezó una carrera de solista la cual duraría poco tiempo, con el lanzamiento de Axes 2 Axes en el 2005, y una idea descartada de sacar otro álbum titulado "Pick A Window, You're Leaving". Para el álbum, se unieron músicos invitados como el vocalista de Twisted Sister, Dee Snider, y Dio, con quien Eddie ya había colaborado en el pasado.

## Lista de canciones
| 1  |  | Tonight Voces – Ronnie James Dio                        | 3:26 |
| 2  |  | Axes 2 Axes                                             | 3:21 |
| 3  |  | Please Remember                                         | 3:37 |
| 4  |  | Eleanor Rigby (Cover de The Beatles) Voces – Dee Snider | 2:13 |
| 5  |  | Evil Does (What Evil Knows)                             | 4:11 |
| 6  |  | Crosstown                                               | 2:53 |
| 7  |  | Senorita Knows                                          | 3:39 |
| 8  |  | Love Power                                              | 3:26 |
| 9  |  | Funky Monkey                                            | 2:26 |
| 10 |  | The Reason                                              | 5:22 |
| 11 |  | Living Free                                             | 4:01 |

## Créditos
- Voces, Guitarra – Eddie Ojeda
- Bajo – Eddie Ojeda (Eleanor Rigby), Rudy Sarzo (Cross Town, Funky Monkey)
- Bajo – Chris McCarvill
- Batería – Joe Franco
- Voces– Dee Snider (Eleanor Rigby) Joe Lynn Turner (Living Free), Ronnie James Dio (Tonight)
- Productores– Eddie Ojeda, Joe Franco, Nick Cipriano (Eddie Ojeda como principal productor) [2]